# Naser Al Belooshi
Naser Mohamed Yusuf Al-Belooshi, né le 4 octobre 1953, est un diplomate bahreïnien.

## Biographie
Naser Al-Belooshi est titulaire d’un doctorat avec mention très honorable, et d’un master en économie de l'université Paris-XIII, en plus d’un diplôme en planification économique de l'Institut international d'administration publique.
Il est directeur de recherche économique au Centre d’études et de recherche de Bahreïn de 1987 à 1992, puis directeur exécutif de l’Agence monétaire de Bahreïn (la Banque centrale du royaume) de 1992 à 2003. Durant une partie de cette période, de 1995 à 2001, il est aussi directeur exécutif du Fonds monétaire arabe à Abou Dabi.
Représentant économique (avec le grade d'ambassadeur) auprès des États-Unis, il travaille sur l'accord de libre-échange entre les deux pays de 2003 à 2005, avant de devenir ambassadeur du royaume à Washington en 2005, accrédité auprès des États-Unis, du Canada et de l'Argentine. 
En 2008, il est nommé ambassadeur en France par le roi cheikh Hamed ben Issa al-Khalifa et remet ses lettres de créance au président Nicolas Sarkozy le 15 septembre 2008. Il demeure en poste à Paris jusqu'en 2014.
En 2019, il est nommé ambassadeur en Italie. En 2023, il est parallèlement accrédité auprès de l'Arménie, en résidence à Rome. Sa mission diplomatique en Italie prend fin en février 2024.

## Décorations
Il a reçu notamment la médaille de cheikh Issa bin Salman Al-Khalifa ainsi que les insignes d'officier de la Légion d'honneur[Quand ?] de la part de Jacques Chirac, président de la République française.